# Kızılcahamam
Kızılcahamam (vor 1933: Yabanabad) ist eine Kreisstadt in der türkischen Provinz Ankara und liegt rund 70 Kilometer nordwestlich der türkischen Hauptstadt Ankara an der Autobahnroute Ankara–Istanbul. Laut Stadtsiegel wurde der Ort 1915 zu einer Gemeinde (Belediye) erhoben.

## Geschichte
Kızılcahamam lebt dank seiner zahlreichen Thermalbäder und seiner landschaftlichen Reize stark vom Tourismus. Die Stadt ist neben ihren Mineralquellen auch durch den Soğuksu-Nationalpark bekannt. Im Umland der Stadt gibt es einige Sehenswürdigkeiten. Eine davon ist das Dorf Mahkeme Ağacı, wo ähnlich wie in Kappadokien frühzeitliche Christen ihre Lebensräume in den Felsen errichteten. Auch die Felsburg Ali Cin deresi in der Nähe des Dorfes Yakakaya wurde vom Staat unter Kulturschutz genommen. Das ehemalige Zentrum der Stadt bildete das jetzige Dorf Demirciören. In Demirciören hatten sich in der osmanischen Zeit Eisenmacher/Schmiede aus dem heutigen Griechenland niedergelassen. Noch heute sind die Schriften an den Felsen und Mauern aus der ehemaligen Zeit zu sehen. Die Stadt hat aufgrund der großen Landflucht im Stadtkern eine dichte und hohe Bebauung. Die alten türkischen Häuser mussten an vielen Stellen großen Wohnblocks weichen. Viele große Hotels prägen mittlerweile das Stadtbild. Die Stadt ist dafür bekannt, dass die größeren türkischen Parteien ihre Klausurtagungen traditionell in Kızılcahamam abhalten.
Kızılcahamam liegt am Fluss Bulak Çayı, der 10 km nordnordwestlich der Stadt von der Akyar-Talsperre aufgestaut wird.
Etwa 3 km nördlich der Stadt befindet sich die Eğrekkaya-Talsperre.
Die Stadt liegt an der Fernstraße D750.
Seit 2007 besteht eine Städtepartnerschaft mit der mittelhessischen Stadt Weilburg. Initiatoren der Städtepartnerschaft sind der ehemalige Bürgermeister der Stadt Kızılcahamam Adem Özbekler und der Bürgermeister der Stadt Weilburg an der Lahn Hans-Peter Schick. Vom 15. September bis 15. Oktober 2008 fand ein vom Spiridon Club organisierter Staffellauf über 2877 km von Weilburg nach Kızılcahamam statt. Weitere Städtepartnerschaften bestehen mit der Stadt Mamusha (Republik Kosovo) und mit der Stadt Pazarköy (Zypern).

## Söhne und Töchter der Stadt
- Arif Peçenek (1959–2013), Fußballspieler und -trainer
- Mehmet Taşçı (* 1992), Fußballspieler